# Cyklotymie
Cyklotymie je krátkodobá nestálost nálady, zahrnující četná období mírné deprese a mírné elace (dobré, povznesené nálady), přičemž tyto výkyvy nemusí být ve vztahu k probíhajícím životním událostem. Jde o výkyvy, které ještě nesplňují podmínky deprese či hypománie, může se jednat například o sezonní změny nálad.
Pokud jsou změny nálady dlouhodobé a výraznější, jedná se o bipolární afektivní poruchu.